# Diode Transil
 (août 2022).
Si vous disposez d'ouvrages ou d'articles de référence ou si vous connaissez des sites web de qualité traitant du thème abordé ici, merci de compléter l'article en donnant les références utiles à sa vérifiabilité et en les liant à la section « Notes et références ».
Une diode Transil ou diode de suppression de tensions transitoires ou en anglais transient-voltage-suppression (TVS) est un composant de protection de type parasurtenseur. Il s'agit d'une diode qui utilise le même effet d'avalanche que la diode Zener, mais dans un but exclusif de protection des circuits.

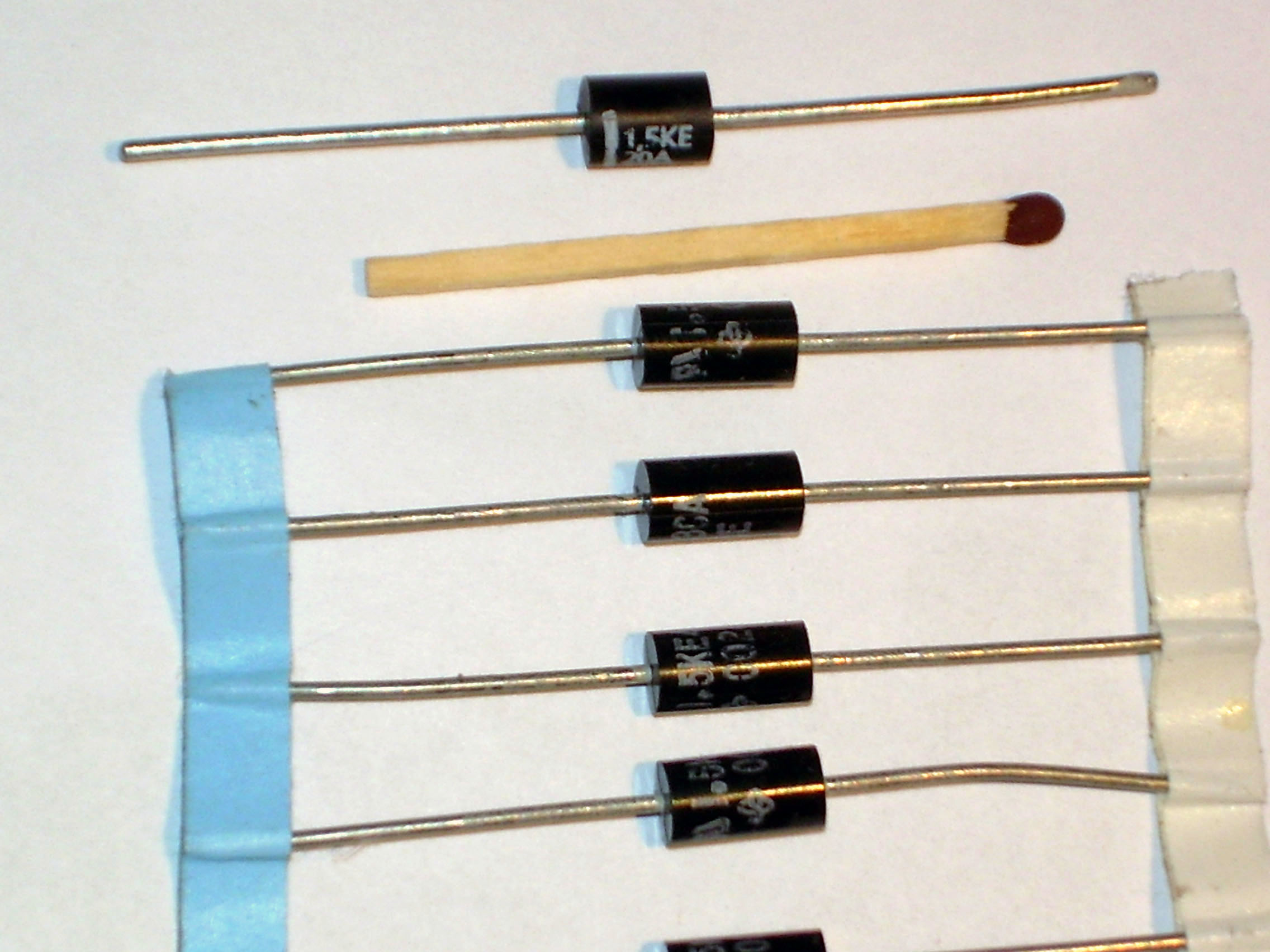
Diodes Transil

Diode Transil unidirectionnelles (haut) et bidirectionnelles (bas)

## Fonctionnement

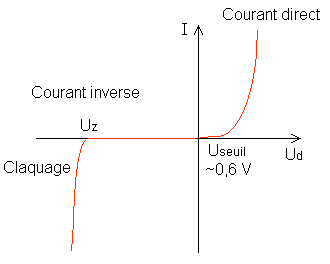
Caractéristique de la diode Transil unidirectionnelle.

Combinaison de diode TVS et rail-to-rail (unidirectional)

Le fonctionnement de la diode Transil est comparable à celui de la varistance mais sa caractéristique courant/tension est plus abrupte, ce qui permet d'obtenir de meilleurs niveaux de protection. Elle a une durée de vie quasi illimitée. Son temps de réponse est très faible (quelques centaines de picosecondes). Elle est capable de laisser passer des courants pouvant aller jusqu'à quelques centaines d'ampères crête, selon la taille de la puce et la forme d'onde appliquée. Si la surtension appliquée dépasse les caractéristiques maximales du composant, son mode de défaillance préférentiel est le court-circuit (attention, ce n'est pas toujours le cas si la protection n'est pas adaptée), ce qui assure une protection maximale des circuits au prix d'une défaillance fonctionnelle.

## Description
Il existe des versions :
- « unidirectionnelles » (passante dans un sens, écrêteuse dans l'autre), qui ont rigoureusement le comportement d'une Zener surdimensionnée, offrant une protection maximale aux signaux unipolaires ;
- « bidirectionnelles » (écrêteuse dans les deux sens) équivalentes à deux Zener en opposition montées en série, mieux adaptées à la protection de signaux alternatifs, et à la capacité parasite moindre (pouvant toutefois dépasser le nF pour les composants de grande taille).

## Caractéristiques
Une diode TVS est caractérisée par :
- courant de fuite (Leakage current) : quantité de courant traversant la diode pour la valeur de tension d'avalanche inverse maximale ;
- tension d'avalanche inverse maximale (Maximum reverse standoff voltage) : tension en dessous de laquelle la diode est bloquante ;
- tension de claquage (Breakdown voltage) : tension pour laquelle la diode est significativement conductrice ;
- tension limite (Clamping voltage (en)) : tension pour laquelle la diode laisse passer le courant maximum ;
- capacité parasite : valeur de la capacité de la diode en mode blocage.

## Avantages et inconvénients
Si on les compare aux classiques varistances à oxyde de zinc, les diodes Transil présentent les avantages et inconvénients suivants :
- plus faible résistance dynamique, assurant un plus faible écart entre tension non perturbée (utilisable pour les signaux fonctionnels) et tension à l'écrêtage, ce qui améliore la protection ;
- meilleure précision et plus grande dynamique dans le choix de la tension d'avalanche, ce qui va dans le même sens ;
- compatibilité (pour des petites géométries) avec les techniques de réalisation de circuits intégrés, ce qui permet de réaliser des circuits d'interface immuns aux décharges électrostatiques d'origine humaine sans composants de protection externes ;
- meilleure fiabilité (bien que celle des varistances soit suffisante dans la plupart de leurs applications) ;
- par contre, la zone stockant l'énergie à dissiper (phénomène adiabatique durant l'impulsion) est beaucoup plus localisée (une varistance est un composant volumique, alors qu'une Transil est un composant planaire) : à volume constant, une Transil supporte moins d'énergie qu'une varistance, et sa taille maximale est beaucoup plus limitée.

## Applications
Ces composants sont principalement utilisés pour la protection des équipements de télécommunications, car des montages faible capacité sont possibles, et également sur le réseau basse tension car certaines diodes Transil permettent d'écouler plusieurs centaines d'ampères en impulsionnel sans détérioration et permettent de maintenir la protection en fin de vie.

## Remarques
Transil est une marque commerciale de STMicroelectronics. D'autres fabricants produisent des composants similaires, éventuellement sous d'autres noms notamment TransZorb et d'une manière plus générale diodes TVS (pour Transient Voltage Suppressor).

## Transil vs Trisil
Il ne faut pas confondre Transil et Trisil (en), écrêteurs à base de diode 4 couches, au comportement totalement différent :
- une trisil, lors d'une surtension, se met en court-circuit (tension quasi nulle). La puissance qu'elle dissipe est donc très faible : c'est l'alimentation qui sature et limite le courant (ou qui est détruite). Le trisil se réamorce une fois que la tension chute suffisamment (par activation de la protection thermique de la source d'alimentation par exemple) ;
- une transil, lors d'une surtension, absorbe le courant excédentaire pour écrêter la tension et doit donc dissiper l'énergie à travers son boitier. Elle sera éventuellement détruite si la surtension dure trop longtemps.